# Formica immersa
Formica immersa är en myrart som beskrevs av Oswald Heer 1850. Formica immersa ingår i släktet Formica och familjen myror. Inga underarter finns listade i Catalogue of Life.